# Fuerzas Especiales del Alto Mando (Armada de México)
Las Fuerzas Especiales del Alto Mando, FES del Alto Mando o FES-AM, antiguamente señalados por los medios como "Grupo de Alto Impacto", son una unidad de operaciones especiales de la Armada de México, especializada en operaciones marítimas, incluyendo contraterrorismo y acción directa. Sus miembros son provenientes y seleccionados desde las fuerzas especiales regulares de la armada (FES), y se capacitan de forma regular con algunas unidades especiales marítimas de otros países, como los SEAL de la Armada de los Estados Unidos y los Marine Raiders del MARSOC, The Royales Marines del imperio británico, así como las distintas casas de inteligencia que trabajan conjuntamente al rededor del mundo; -Mossad, CIA, CNI.- entre otros muchos grupos bélicos que existen en el mundo.
La formación de esta unidad se inspiró a partir de otras unidades de operaciones especiales marítimas extranjeras de alto prestigio a nivel mundial, incluso para las fuerzas especiales regulares, de entre las cuales se destacan el DEVGRU o "Sexto Equipo SEAL", que pertenece al JSOC de Estados Unidos, así como el SBS de la Marina Real Británica y el Shayetet 13 de la Marina de Guerra de Israel.
Dicha unidad opera fuera del ojo público y bajo el mando de la SEMAR, de una manera similar a otras unidades de fuerzas especiales.

## Objetivo y funciones
Este grupo fue creado principalmente para llevar a cabo operaciones especiales en el mar, tierra y aire, en base de que es la unidad más selecta de la Armada de México, y su principal función es el contraterrorismo y operaciones anfibias. Además, son empleados para operaciones militares contra el narcotráfico. Está unidad es considerada como una de las mejores en cuánto a operaciones especiales marítimas en el mundo, debido a su alta capacitación, equipamiento y experiencia en combate real. 
La FES-AM cuentan con ciertas similitudes con su contraparte del Ejército Mexicano (Fuerza Especial de Reacción), con la que entrenan y operan en conjunto regularmente. Al igual que ellos, tienen permitido el uso de barba, cabello largo y tatuajes (esto último no confirmado) . Otra similitud, se da en que los miembros de esta unidad se distinguen por contar con diversos cursos realizados en el extranjero, en países como Estados Unidos, Chile, Guatemala, etc; y se encuentran altamente capacitados en diversas funciones como:
- D.A.
- Contraterrorismo
- Buceo de combate
- Demolición submarina
- Operaciones anfibias en cualquier entorno acuático (principalmente costas o playas), y  operaciones en alta mar
- Paracaidismo avanzado en caída libre: habilidad para realizar saltos HALO/HAHO.
- Francotiradores.
- Guerra de guerrillas
- Infiltración y sabotaje.
- Manejo y manipulación de explosivos y brechadores.
- Defensa personal.

## Operaciones
Desde su creación, se vieron muy activos en la Guerra contra las drogas interna, especialmente en la captura y/o eliminación de miembros de alto rango o líderes de los cárteles de droga. 
Todas sus operaciones son de carácter clasificado, pero se sabe que la FES-AM participó en la eliminación de Arturo Beltrán Leyva, antiguo líder y fundador del Cártel de los Beltrán Leyva, asaltando el complejo de edificios donde se encontraba ubicado, en Cuernavaca, Morelos, durante el año 2009.     
Igualmente, formaron parte de un gran operativo militar de la armada, en el cual fueron los encargados de abatir a Antonio Cárdenas Guillen, alías "Tony Tormenta", líder del CDG, durante un intenso enfrentamiento que tuvo lugar en la ciudad fronteriza de Matamoros, Tamaulipas, en el año 2010. En dicho operativo, también lograron neutralizar exitosamente a varios sicarios bien entrenados del equipo de seguridad personal del capo, conocido como "Grupo Escorpión". Asimismo, destaca una intervención que realizaron en Puebla en el mismo año, en donde capturaron al capo Sergio Villarreal Barragán; entre muchas otras operaciones que no han sido dadas a conocer.
EVOLUCIÓN DEL CURSO.
2001. Primera Generación. Tuvo un lapso de 12 meses en intervalos de fases. Se graduaron alrededor de 200 miembros. Entre sus Instructores figuran Seals, Kaibes, Comandos Contraguerrillas, Fusileros Paracaidistas entre otros Fuerzas Elite que en su conjunto dan las habilidades necesarias para formar a un Elemento Elite.
2002.
2003.
2004.
2005.
2006.
2007.
2008.
2009.
2010.
2011.
2012.
2013.
2014.
2015.
2016.
2017.
2018.
2019.
2020.
2021.
2022.
2023.
2024.
2025.